# Hendrik Jan Nassau
Hendrik Jan Nassau (Middelburg, 30 november 1791 - Kloosterveen, Assen, 8 november 1873) was een Nederlands letterkundige en publicist.
Nassau werkte aanvankelijk in een boekhandel in zijn geboorteplaats. Hij verloor door een ongeluk een oog en liet zich omscholen tot leraar. Hij gaf achtereenvolgens les in Den Haag, Hoogezand (1812-1820) en Assen. Hij werd 1 mei 1820 benoemd tot Frans en Hoogduitsch Taalmeester aan de Franse jongensschool in de Drentse hoofdstad. Hij studeerde letteren in Groningen en promoveerde cum laude in 1829.
In 1825 werd in Assen een nieuwe school geopend, een combinatie van de Franse jongensschool en een Latijnse school. Dr. Nassau werd rector van deze voorloper van het gymnasium in Assen. Hij was daarnaast schoolopziener en inspecteur van het lager onderwijs in Drenthe. Hij publiceerde vanaf 1817 diverse geschriften over onder andere taal- en letterkunde, geschiedenis, wijsbegeerte en onderwijs en opvoeding. Hij was mede betrokken bij onder meer de oprichting van een lokale afdeling van 't Nut (1826), een spaarbank (1837) en een volksbibliotheek (1849).
Nassau overleed in Assen en werd begraven op de Noorderbegraafplaats. In Assen werden de Dr. Nassaulaan (1884) en het Dr. Nassau College (1972) naar hem vernoemd.